# Ferdinand Pravoslav Náprstek
Ferdinand Pravoslav Náprstek, vl. jm. Ferdinand Fingerhut (24. května 1824 Praha – 16. srpna 1887 Praha), byl český pivovarský podnikatel, mecenáš hudby a divadla a propagátor francouzské kultury.

## Život
Pocházel z pivovarnické rodiny, byl starším bratrem Vojty Náprstka (Adalbert Fingerhut). Studoval techniku a po jejím absolvování vycestoval na zkušenou do Německa a Francie. Později se vrátil do Prahy a zapojil se do řízení rodinného pivovaru. Revolučních událostí v roce 1848 se účastnil jako velitel 17. setniny národní obrany, po porážce povstání byl několik let pod policejním dohledem.

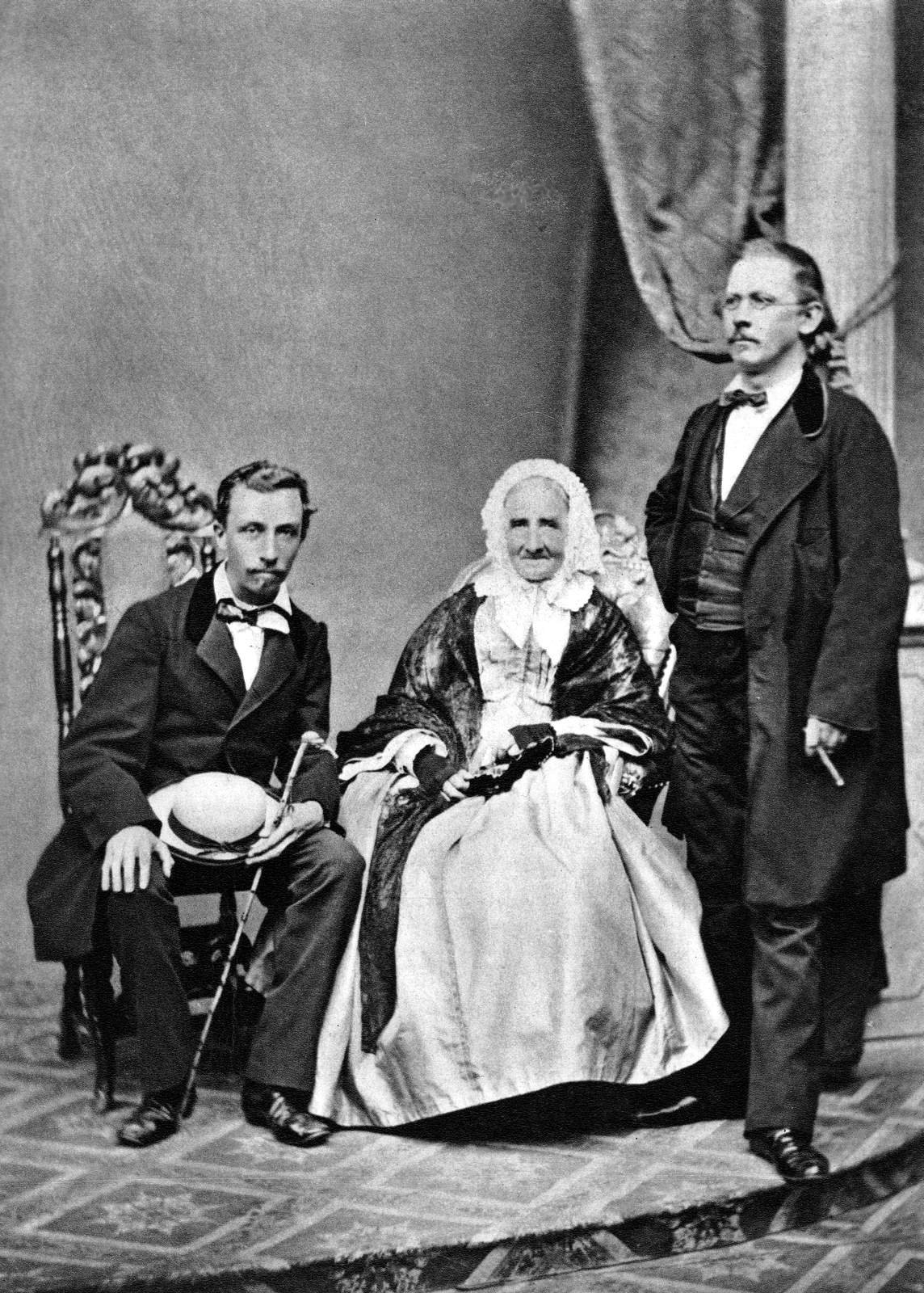
Ferdinand Náprstek (vlevo) s matkou Annou Náprstkovou a mladším bratrem Vojtou Náprstkem.

Velmi se zajímal o české divadlo a hudbu. Přátelil se s J. K. Tylem. V divadle byl stálým návštěvníkem, ve své domácnosti pořádal koncerty. V roce 1856 organizoval pohřeb Karla Havlíčka Borovského. 24. května 1857 vypsal cenu pro nejlepší dramata ze slovanských dějin. První ocenění dostal týž rok L. Hausmann za hru Jaroslav, druhé František Věnceslav Jeřábek za drama Svatopluk. Po nich následoval v dalších letech Vítězslav Hálek (Záviš z Falkenštejna, Král Rudolf) a další autoři. Podmínky pro udělení ceny se s postupem času měnily; v závěti odkázal 6000 zlatých třem nadacím podporujícím česká dramatická díla.
Po roce 1870 se vzdal pivovarského podnikání a odjel do Paříže, která se mu stala druhým domovem. Působil jako předseda a později podporovatel pařížské Českomoravské besedy.
Po otevření Národního divadla se vrátil do Prahy. Finanční podporou a rozsáhlými znalostmi v umělecké oblasti si získal velkou vážnost u dramatických umělců i hudebníků. Angažoval se i v česko-francouzských vztazích; zasazoval se, aby bohaté české rodiny posílaly dcery na vychování raději do Francie než do Německa. Nadšeně se také zajímal o jihoslovanské národy. Vážně onemocněl na letním sídle v Liběchově a krátce nato v Praze zemřel. Pohřben byl na Olšanských hřbitovech.

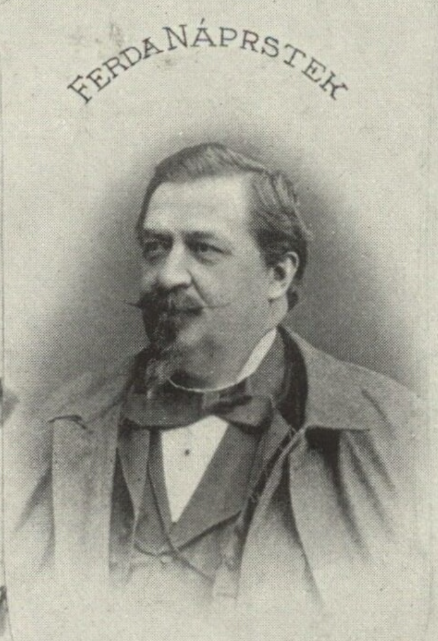
Ferdinand (Ferda) Náprstek (Národní album, 1899)

V osobním jednání byl upřímný, jasně projevoval svůj názor na věci, kterým rozuměl – tedy především na umění. Zažil ale různá zklamání a snažil se vyhnout dalším, lidem tak někdy připadal jako drsný a výstřední. Kulturní veřejnost ho pro účast na událostech roku 1848 s úctou řadila mezi příkladné “staré vlastence” a oceňovala jeho finanční i morální podporu českému divadlu a hudbě.